# Большое яблоко (Онтарио)
Большое яблоко (англ. The Big Apple) — достопримечательность в поселении Колбёрн в южной части канадской провинции Онтарио. Располагается на южной стороне автомагистрали Онтарио Хайвей 401, на её 497-й развязке. Большое яблоко легко узнаётся благодаря своей конструкции в форме яблока, которая претендует на звание крупнейшей конструкции подобного рода в мире.

## История
Идея Большого яблока принадлежит австралийцу Джорджу Бойкотту, иммигрировавшему в Канаду в 1976 году. Он почерпнул вдохновение в Большом ананасе, расположенном в прибрежном районе Саншайн-Кост в австралийском штате Квинсленд. Бойкотт продал все шесть австралийских пиццерий, которые ему принадлежали, а затем переехал в Колбёрн в 1976 году. Деревня была известна тем, что здесь находился один из крупнейших районов выращивания яблок в провинции Онтарио. Бойкотт продал свою недвижимость в Онтарио для последующего финансирования строительства Большого яблока. В 1983 году он познакомился со строителем Генри Менсеном, вместе с которым Бойкотт начал составлять планы по строительству Большого яблока в течение следующих пяти лет.
Расходы на строительство Большого яблока, открывшегося в 1987 году, покрывались за счёт государственного займа и инвестиций Дуга Резерфорда, который владел местной транспортной компанией. Бойкотт продал свою долю в Большом яблоке в 1992 году и впоследствии перешёл в сферу недвижимости и местной политики; в течение последующих четырнадцати лет он занимал несколько государственных должностей, в том числе став последним мэром Колбёрна вплоть до слияния поселения вместе с городком Крамахе в 2001 году. В 2013 году на Большом яблоке появилось нарисованное лицо. В апреле 2020 года, во время пандемии COVID-19 в Онтарио, сотрудники Большого яблока пожертвовали несколько тысяч яблочных пирогов в помощь работникам канадских больниц и госпитале. В июле 2020 года в качестве поддержки хирургов, работающих по всей провинции, на Большое яблоко была надета медицинская маска.

## Достопримечательности

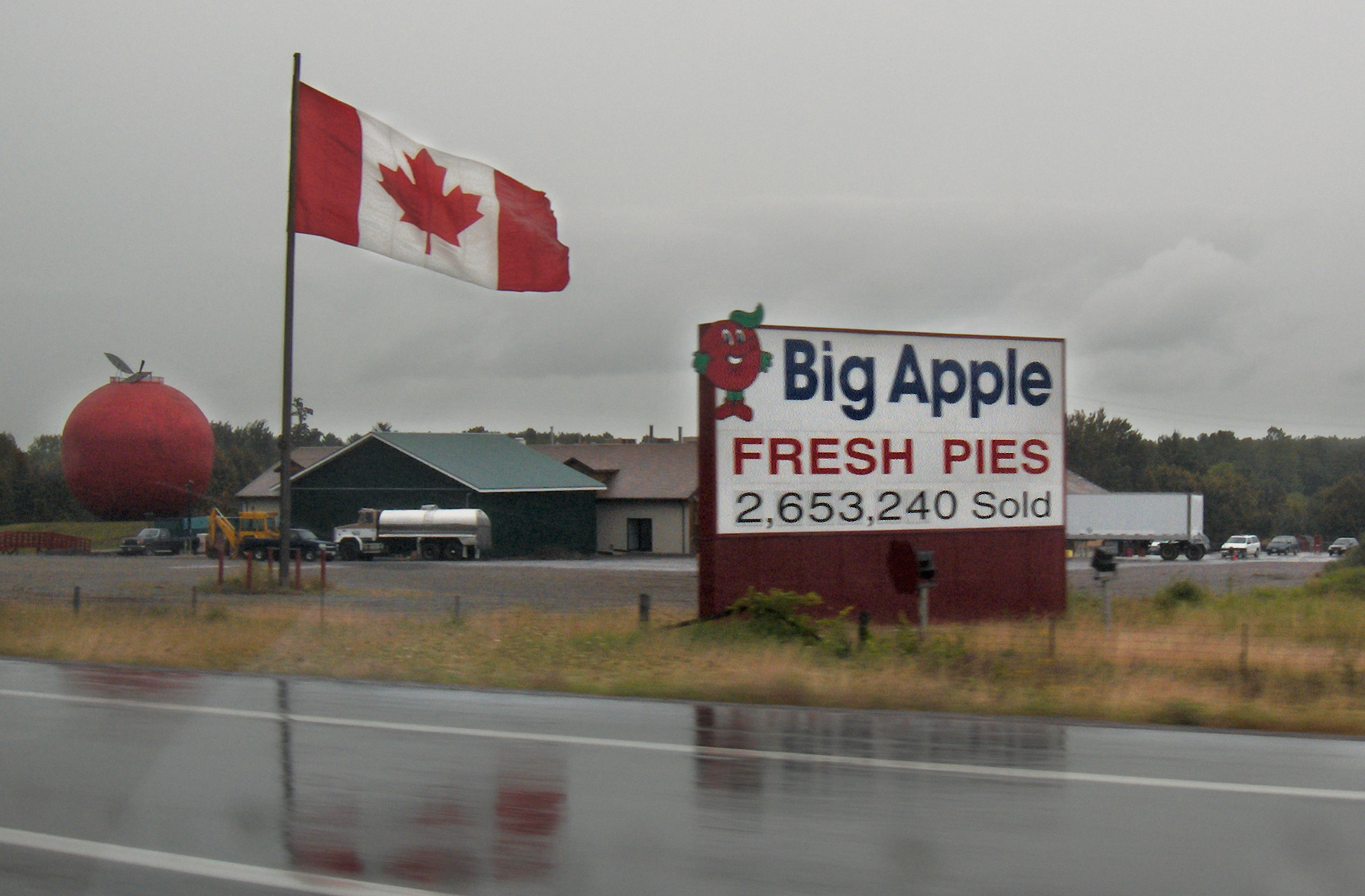
Вид со стороны Хайвей 401, 2006 год

Главной достопримечательностью является одноименное Большое яблоко, сооружение в форме яблока высотой 12,1 м (40 фута) и шириной 11,5 м (38 фута), носящее название «Мистер Яблокоголовый». Большое Яблоко претендует на звание крупнейшего яблоко-подобного сооружения в мире. Внутри конструкции находятся яблочные десерты, а на крыше располагается смотровая площадка. Общая масса Большого яблока составляет 42 тонны, и предположительно может вместить в себя 650,000 яблок. В дополнение к сооружению в форме яблока, Большое яблоко включает в себя ресторан, фабрику по производству яблок, сувенирный магазин, зоопарк и парк развлечений, а также миниатюрное поле для гольфа. Ежегодно «Большое яблоко» посещают более 500 000 человек, в этом месте продают около 2000 яблочных пирогов каждую неделю, а с момента открытия на сегодняшний день было продано более 7,9 миллионов пирогов.